# Essig

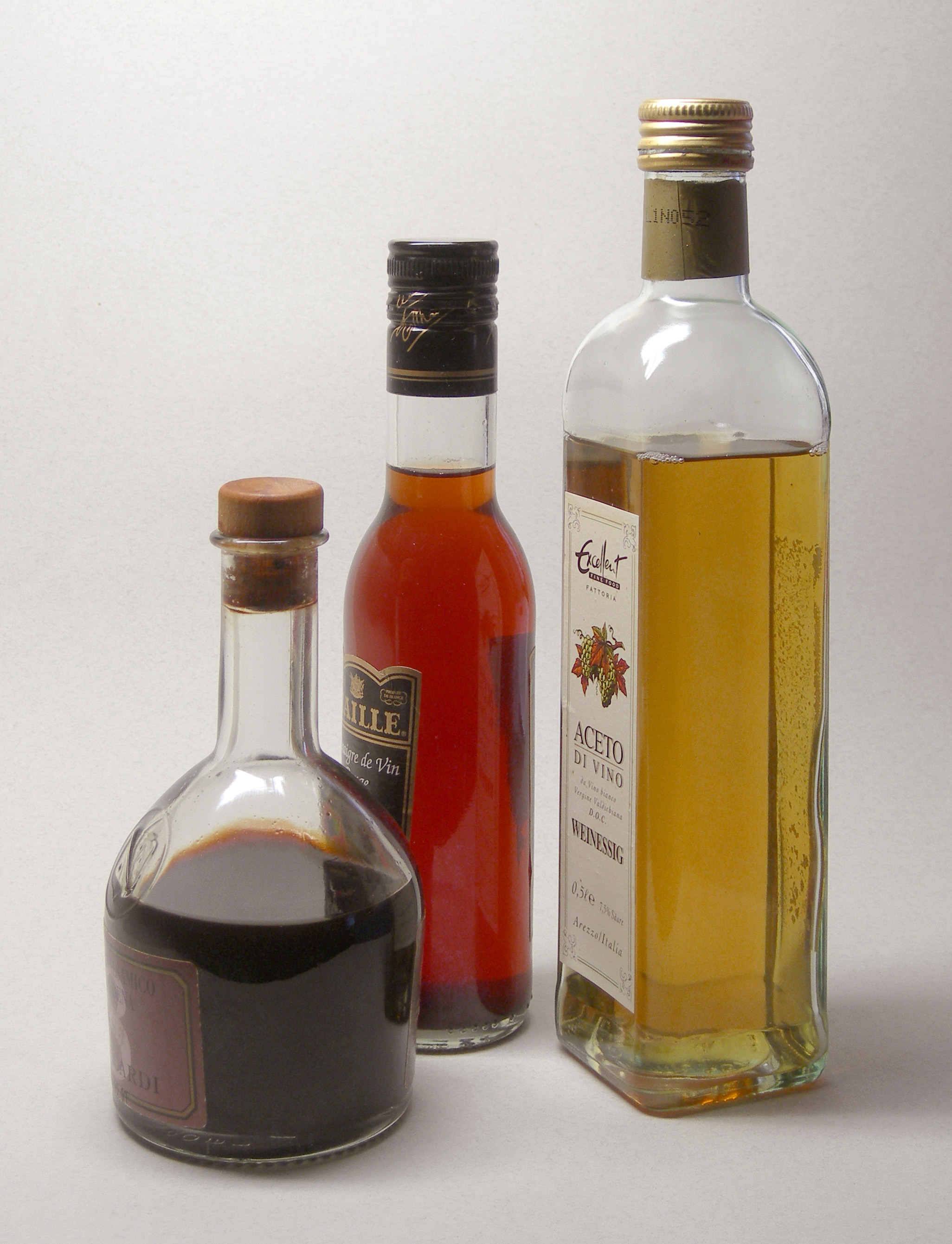
Aceto balsamico, Rot- und Weißweinessig

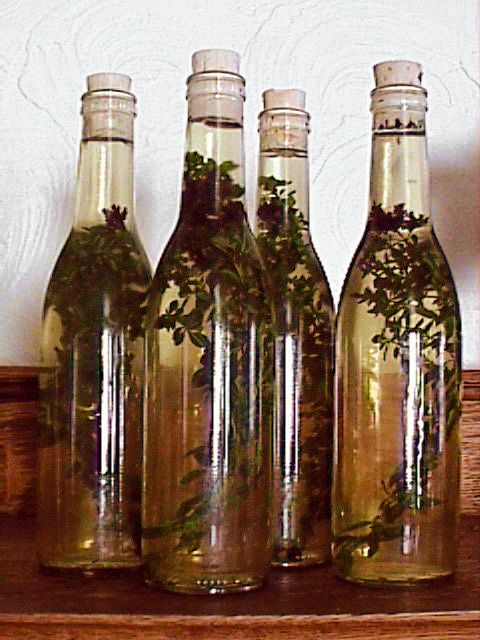
Weißweinessig mit Oregano

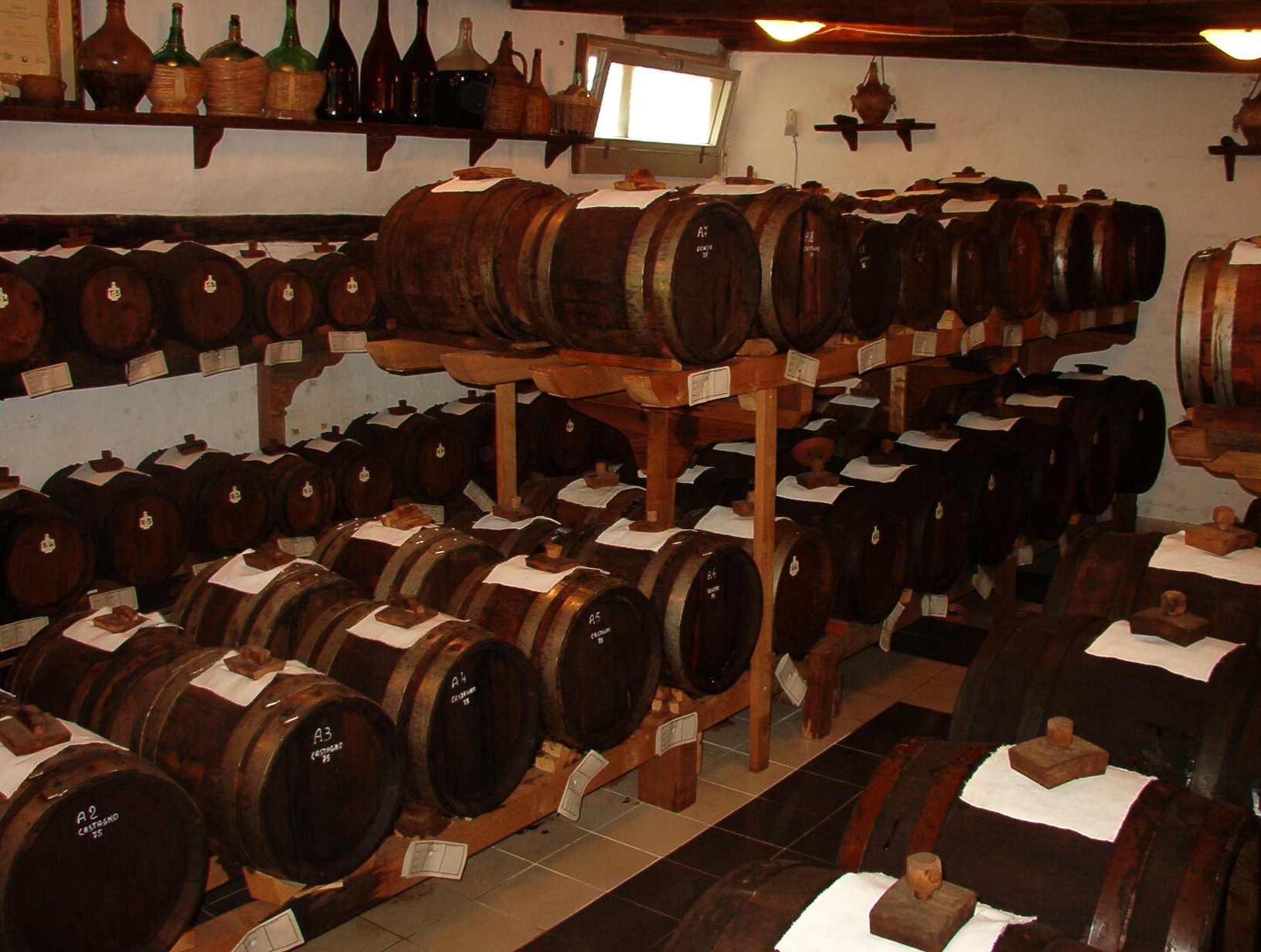
Lagerung von Balsamessig in Holzfässern

Essig (von mittelhochdeutsch ezzich, gelegentlich auch essich; lateinisch Acetum, ursprünglich „Weinessig“) ist ein sauer schmeckendes Würz- und Konservierungsmittel, das im Wesentlichen eine verdünnte Lösung von Essigsäure in Wasser ist. Als Lebensmittel wird Essig traditionell durch Fermentation alkoholhaltiger Flüssigkeiten mit Essigsäurebakterien (Essigmutter) hergestellt. Bei diesem Gärungsprozess oxidieren die Bakterien unter Einwirkung von Sauerstoff aus der Luft den Alkohol zu Essig. Die Essigaufbereitung zählt zu den ältesten Lebensmittelherstellungsverfahren der Menschheit.
In Deutschland darf 100 Milliliter Speiseessig nach der Verordnung über den Verkehr mit Essig und Essigessenz in der Fassung der Bekanntmachung von 2023 zwischen 5 und maximal 15,5 Gramm wasserfreie Essigsäure enthalten. Essigessenz im Sinne dieser Verordnung ist gereinigte, mit Wasser verdünnte Essigsäure, die in 100 Gramm
mehr als 15,2 Gramm (15,5 Gramm je 100 Milliliter), jedoch höchstens 25 Gramm wasserfreie Essigsäure enthält. Höhere Konzentrationen sind im allgemeinen Verkauf nicht mehr zulässig. Essig aus dem Handel hat meistens eine Essigsäurekonzentration von 5 % bis 6 %. Die Prozentangaben beziehen sich hier auf den Gesamtsäuregehalt in Gramm pro 100 Milliliter, bei Essigessenz jedoch auf den Säuregehalt in Gramm je 100 Gramm. Auch mit Wasser verdünnte Essigsäure oder Essigessenz wird oft als Essig bezeichnet, muss jedoch als solche deklariert werden. Essig enthält höchstens geringe Mengen (0,2–1,5 %) an Alkohol.
Der Begriff „Eisessig“ bezeichnet hochkonzentrierte oder reine Essigsäure (99 bis 100 %), die dementsprechend fast kein oder gar kein Wasser enthält. Der Trivialname rührt daher, dass reine Essigsäure schon bei 16 Grad Celsius zu eisartigen Kristallen erstarrt.
Der pH-Wert von Gärungsessig  mit 10 % Säure liegt zwischen 2,0 und 2,8.

## Geschichte
Viele Hochkulturen des Altertums – Ägypter, Perser, Römer, Griechen und Babylonier – stellten bereits Essig her. Essig, aus sauer gewordenen Fruchtsäften, Wein oder Bier gewonnen, war, mit Wasser gemischt, als kühlendes Getränk geschätzt. Es gibt Überlieferungen aus Mesopotamien, in denen von „saurem Bier“ die Rede ist. Dieses Produkt, von den Ägyptern „Hequa“ genannt, wurde aus Gerste gebraut und durch den Essigstich sauer. Römische Legionäre hatten ein Gemisch aus Wasser und Essig in ihren Feldflaschen, das sie „Posca“ nannten, oft wurde das Trinkwasser dieser Zeit so erst genießbar.

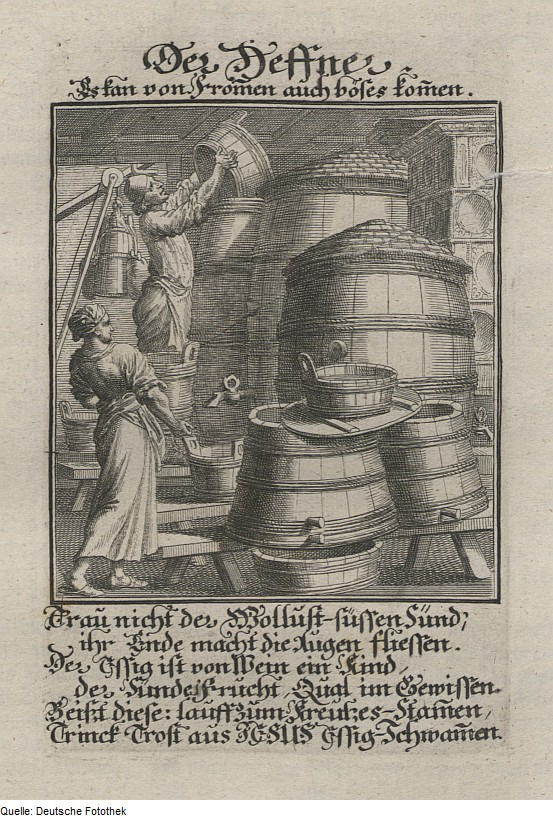
Der Hefner (Essig-Hersteller)

Die medizinische Anwendung von Essig bei Atemwegserkrankungen und Verdauungsbeschwerden ist schon durch Hippokrates überliefert. L. J. M. Columella, der bedeutendste Ackerbauschriftsteller des ersten nachchristlichen Jahrhunderts, berichtet in seinem Werk De re rustica sehr ausführlich über die Möglichkeiten, Essig herzustellen. Seine Ausgangsstoffe waren Wein, Feigen und Gerste.

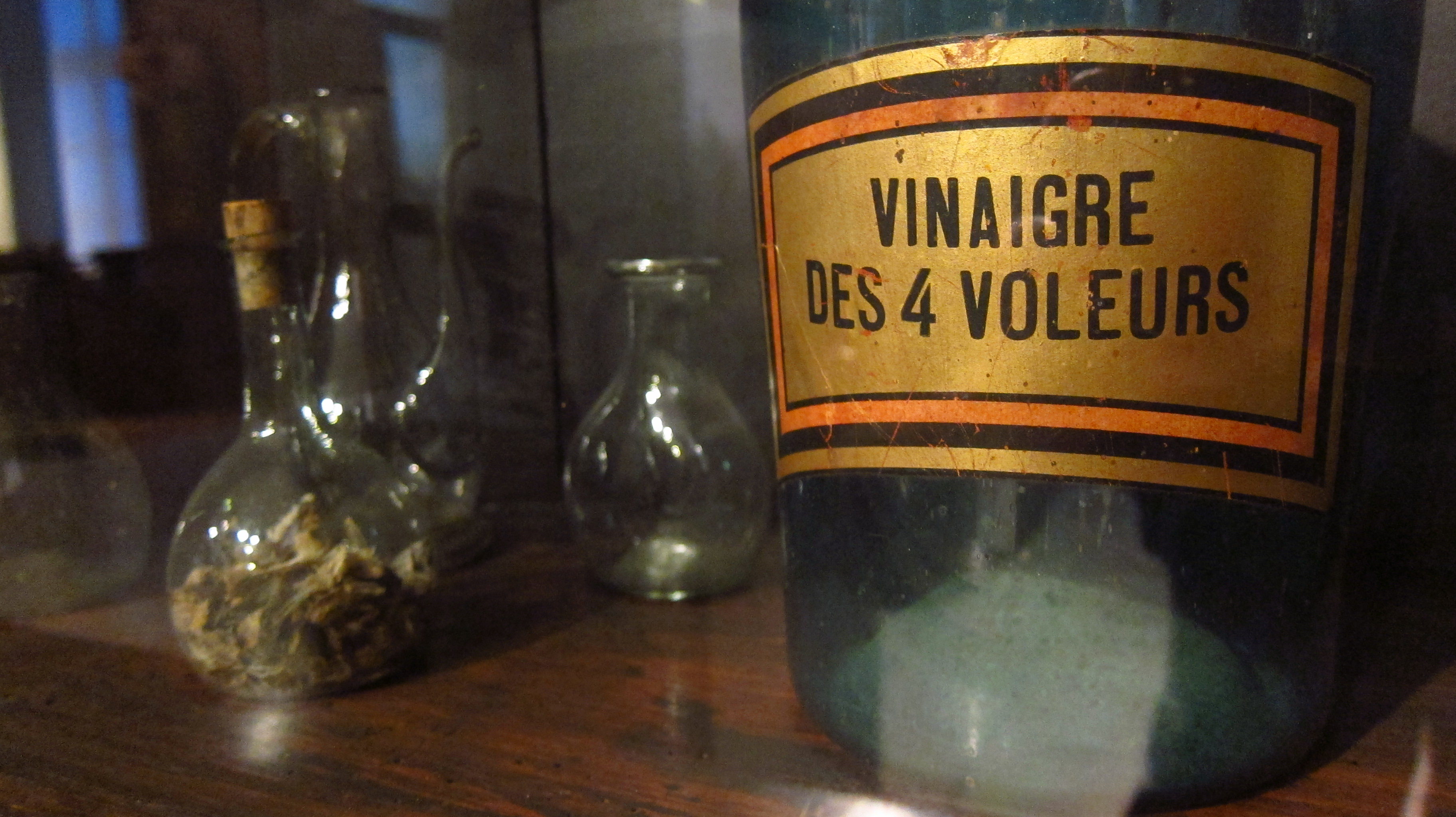
Historische Flasche für Vierräuberessig oder Pestessig, galt als Schutzmittel gegen ansteckende Krankheiten und wird noch zum Räuchern von Krankenzimmern benutzt.

Im Mittelalter galt insbesondere Kräuteressig als Heilmittel. Hildegard von Bingen, Nostradamus und Florenz von Venningen berichten in ihren Schriften über die Wirkungsweise und Verwendung der im acetum sanum extrahierten Heilpflanzen. In der mittelalterlichen und frühneuzeitlichen Heilkunde fand auch der aus Essig und Zucker hergestellte Essigzucker (lateinisch oxysaccharum) Verwendung. Das vorangestellte oxy- oder oxi- (von griechisch oxos) weist auf ein saures bzw. mit Essig hergestelltes Mittel hin. Vorwiegend zur Desinfektion wurde damals der menschliche Körper verschiedenen Einreibungen mit Essig unterzogen. Noch im 18. Jahrhundert versuchte man, der Pest mit Pestessig beizukommen. Behälter und Geräte, die in der Medizin Verwendung fanden, wurden mit Essig gereinigt. Ab dem 16. Jahrhundert wurden die ersten Steuern auf Produkte mit oder aus Essig erhoben. Vor allem das Einlegen von Gemüse in Essig und die Herstellung von Marinaden für Salate war damals in Frankreich sehr beliebt.
In der Schönheitspflege diente Essig wegen seiner reinigenden und desinfizierenden Wirkung bis hin zur Behandlung hartnäckiger Hautkrankheiten. Essig wird vor allem als Konservierungs-, Würz- und Genussmittel verwendet.

## Essig-Arten
Essige unterscheidet man zum einen nach den Herstellungsarten, zum anderen nach den dabei genutzten Grundstoffen. Hinsichtlich der Herstellung wird grundsätzlich zwischen zwei verschiedenen Herstellungsarten unterschieden. Zum einen kann Essig auf dem Wege der Fermentierung unter Nutzung von Essig-Bakterien hergestellt werden, zum anderen durch Verdünnung von Essig-Essenz. Essig-Essenz zeichnet sich durch einen Säuregehalt von in der Europäischen Union maximal 25 % aus und wird auf der Basis von Essig-Säure hergestellt (Säureessig), die entweder natürlich durch die Verarbeitung von Holzabfällen (Holzessig), insbesondere Buchen-Holz, oder aber synthetisch gewonnen wird. Industrieessige sind synthetisch hergestellte Essige.

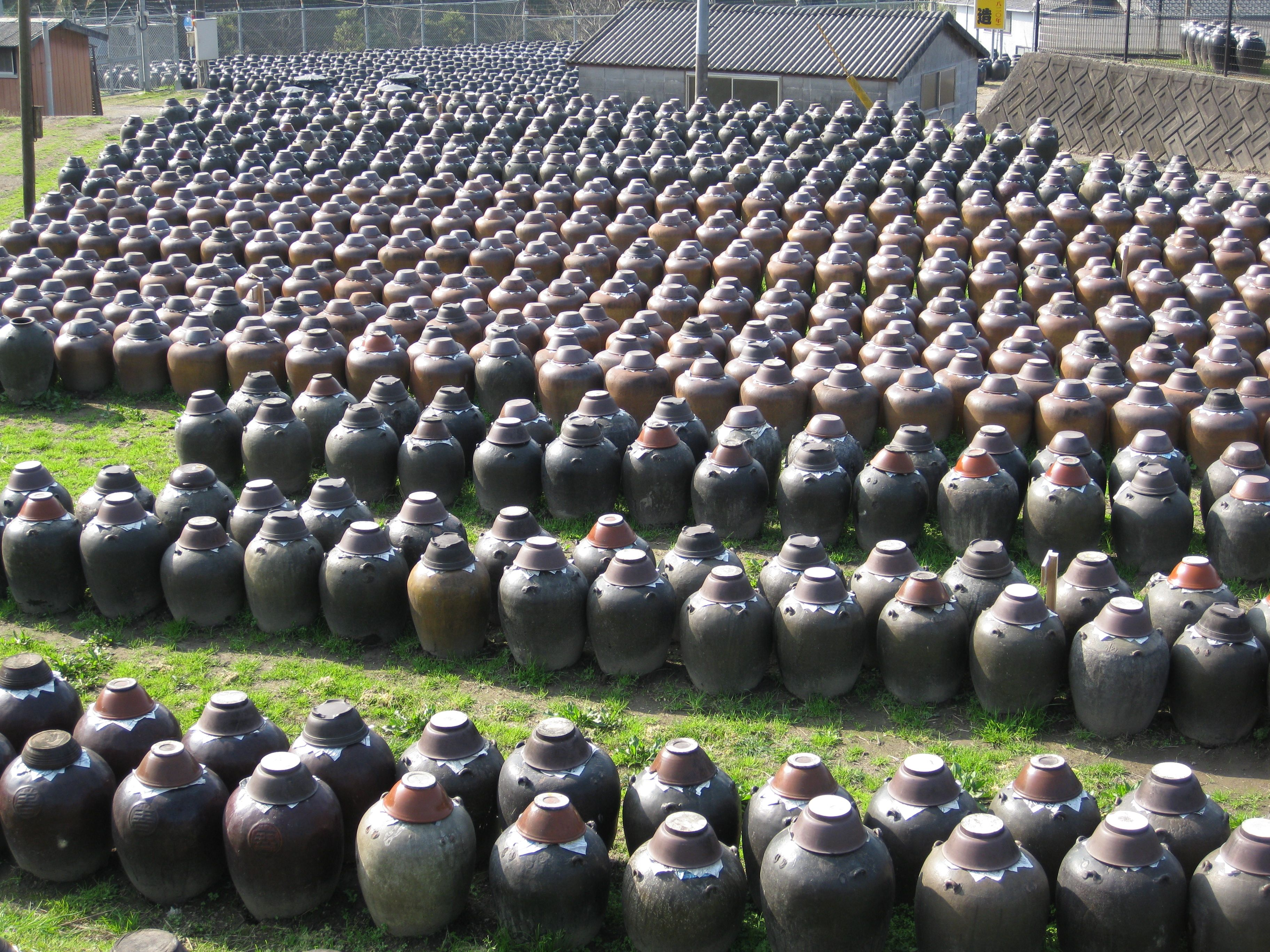
Traditionelle Herstellung des Schwarzen Essigs in Kirishima, Japan, 2009.

### Gärungsessige
Die Gärungsessige, korrekt jedoch Fermentierungsessige, unterscheidet man nach dem Grundstoff, der als Ausgangsmaterial für die alkoholische und die anschließende Essigsäure-Fermentierung genutzt wird.
| Essig-Art              | Essig-Sorte                                                 | Grundstoff                                                    | Bemerkungen |
| ---------------------- | ----------------------------------------------------------- | ------------------------------------------------------------- | --- |
| Branntweinessig        | Branntweinessig oder Spritessig, Österreich: Weingeistessig | Verdünnter Branntwein, Branntwein-Maische (Zuckerrüben u. a.) | - nur sauer und ohne eigenes Aroma - gilt als universeller Essig - farblos - meistproduzierter Essig in Deutschland - 5 % Säureanteil (Sprit bis 14 % Säure) |
| Branntweinessig        | Kartoffelessig                                              | Vergorene Kartoffeln, Kartoffelbrand                          | - 5 % Säure |
| Branntweinessig        | Wodkaessig                                                  | Wodka                                                         | - 5 % Säure, in Russland verbreitet |
| Branntweinessig        | Zuckerrohressig                                             | Zuckerrohr                                                    | - in Asien und Mittelamerika verbreitet |
| Branntweinessig        | Whiskyessig                                                 | Whisky                                                        | - 5 % Säure |
| Weinessig              | Rotweinessig                                                | Roter Traubenwein                                             | - Mindestens 6 % Säureanteil - kann bis zu 0,5 Vol.-% Restalkohol enthalten - Ausgangsprodukt Wein ist definiert laut Weingesetz                             |
| Weinessig              | Weißweinessig                                               | Weißer Traubenwein                                            | - Mind. 6 % Säureanteil - kann bis zu 0,5 Vol.-% Restalkohol enthalten - Ausgangsprodukt Wein ist definiert laut Weingesetz                                  |
| Weinessig              | Sherryessig                                                 | Sherry                                                        | - Spezialität aus Spanien - mindestens 7 % Säure |
| Weinessig              | Champagneressig                                             | Champagner                                                    | - Spezialität aus Frankreich (Champagne) - 6 % bis 8 % Säure - enthält auch Alkohol                                                                          |
| Weinessig              | Winzeressig                                                 | Hochwertiger Wein                                             | - Edelessig |
| Balsamessig            | Aceto balsamico                                             | Eingekochter Traubensaft                                      | - Spezialität aus Norditalien (Modena und Reggio Emilia) |
| Frucht- oder Obstessig | Apfelessig, Cidre-Essig                                     | Äpfel, Apfelsaft, Most, Apfelwein                             | - 5 % Säure - mild säuerlich und fruchtig |
| Frucht- oder Obstessig | Birnenessig                                                 | Mostbirnen, Birnensaft                                        | - Mind. 5 % Säure - fruchtiger Geschmack |
| Frucht- oder Obstessig | Himbeeressig                                                | mit Himbeeren aromatisiert                                    | - Mind. 5 % Säure |
| Frucht- oder Obstessig | Erdbeeressig                                                | mit Erdbeeren aromatisiert                                    | - Mind. 5 % Säure |
| Frucht- oder Obstessig | Johannisbeeressig                                           | Vergorene Johannisbeeren                                      | - Mind. 5 % Säure |
| Frucht- oder Obstessig | Pflaumenessig                                               | Pflaumen                                                      | - Mind. 5 % Säure |
| Frucht- oder Obstessig | Kirschessig                                                 | Kirschen                                                      | - Mind. 5 % Säure |
| Frucht- oder Obstessig | Traubenessig (Rosinenessig, Dattelessig, Feigenessig)       | Rosinen, Datteln, Feigen                                      | - Besonders in muslimischen Gebieten |
| Frucht- oder Obstessig | Kokosessig                                                  | Palmwein aus Kokosblütenzucker                                | - Speziell in der südostasiatischen Küche genutzt |
| Frucht- oder Obstessig | Bananenessig                                                | Kochbananen                                                   | - Speziell in Südamerika und Südostasien |
| Getreideessig          | Malzessig                                                   | Malz, Gerste-Maische                                          | - Beliebt in Skandinavien und in England (malt vinegar) - speziell zu „Fish and Chips“ - oft als Einmachessig genutzt                                        |
| Getreideessig          | Bieressig                                                   | Bier, Biermaische                                             | - Enthält Vitamin B2 und Eiweiß, riecht und schmeckt nach Bier                                                                                               |
| Gemüseessig            | Tomatenessig                                                | Tomaten                                                       | - 5 % Säure |
| Gemüseessig            | Gurkenessig                                                 | Eingedickter Gurkensaft                                       | - 5 % Säure |
| Gemüseessig            | Möhrenessig                                                 | Möhren                                                        | - 5 % Säure |
| Gemüseessig            | Rote-Bete-Essig                                             | Rote Bete                                                     | - 5 % Säure |
| Gemüseessig            | Spargelessig                                                | Spargel                                                       | - 5 % Säure |
| Reisessig              | Weißer und dunkler Reisessig                                | Reis, Reiswein                                                | - 2 % bis 4 % Säure - mild im Geschmack - wird zum Würzen asiatischer Speisen benutzt - insbesondere für Sushi-Reis                                          |
| Molkenessig            | Molkenessig (Milchserumessig)                               | Molke                                                         | - Schweizer Spezialität - wird auch in Frankreich und in Österreich hergestellt - enthält neben Essigsäure auch Milchsäure                                   |
| Honigessig             | Honigessig                                                  | Vergorener Honig, Met                                         | - Französische Spezialität - 5 % Säure - goldene Farbe |

### Aromatisierte Essige oder Ansatzessige
Als Aceta (Mehrzahl von Acetum) wurden (in der Pharmazie) schon früher Auszüge von Drogen mit Weinessig (aus Wein von Vitis vinifera) bezeichnet. Nach der Herstellung kann Essig mit Gewürzen, Kräutern oder Früchten versetzt werden, um seinen Geschmack zu beeinflussen. Oft werden Salbei, Estragon, Knoblauch, Brombeeren oder Himbeeren verwendet. Ebenso sind Mischungen üblich. Branntweinessig, Wein- und Obstessige eignen sich als Basisessige für diese sogenannten Ansatzessige oder aromatisierten Essige. Kräuter- und Gewürzessige gehören zu den Ansatzessigen, ebenso Essige mit einer Aromamischung von unterschiedlichen Obst- und Gemüsesorten.
Der „Aceto balsamico di Modena“ ist ebenfalls ein mit Hilfe von Traubenmost und Zuckercouleur aromatisierter Essig, der trotz seines Siegels als geschützte Ursprungsbezeichnung den anspruchsvollen und aufwändig hergestellten „Aceto balsamico Tradizionale (di Modena)“ lediglich imitiert.

## Herstellungsverfahren

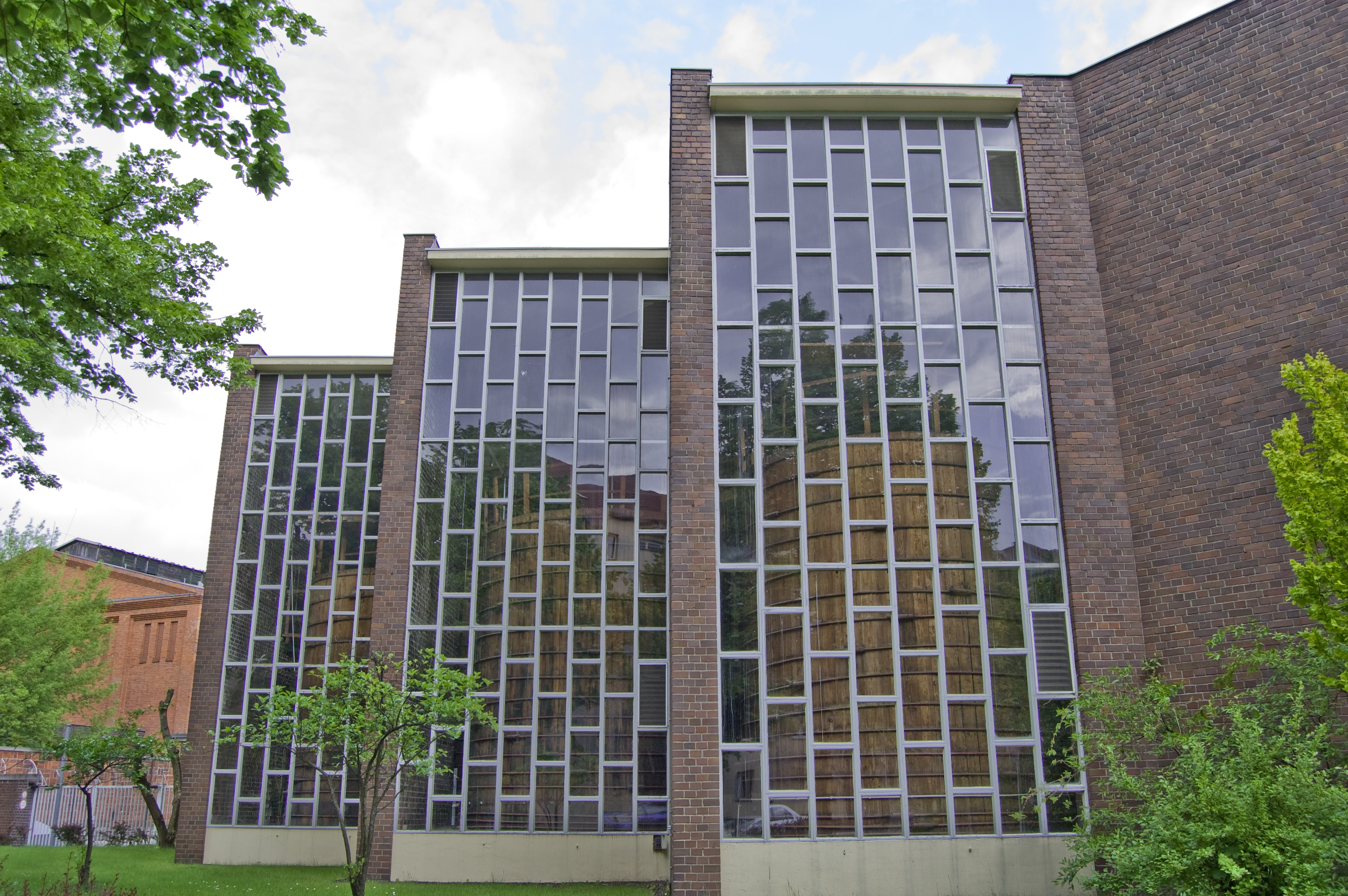
Industrielle Essigherstellung: Drei große Holzbottiche nehmen die Gärflüssigkeit auf.

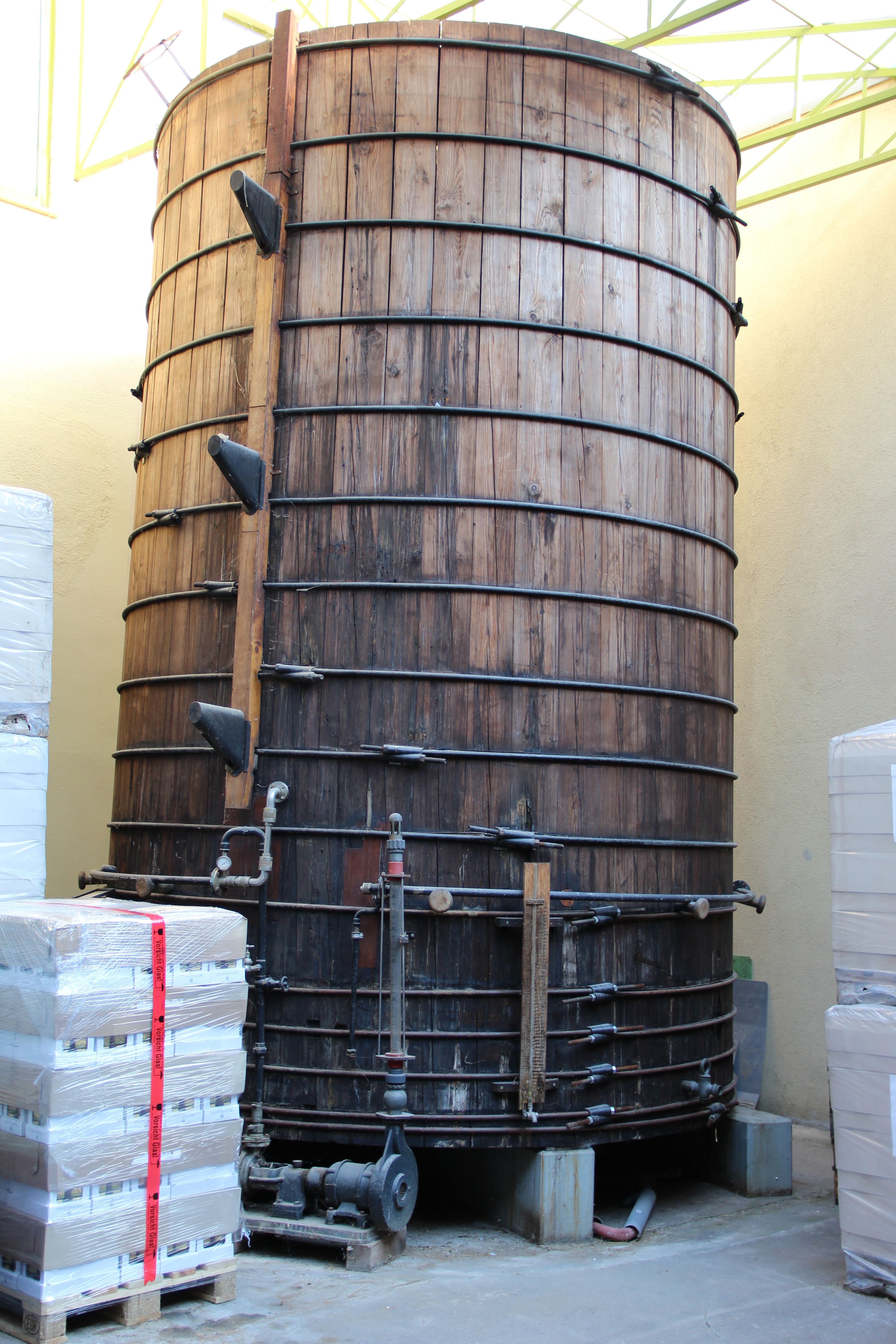
Bottich in der Wiener Essigbrauerei

Die Essigherstellung ist im Wesentlichen ein Prozess der Essigsäuregewinnung. Speiseessig wird dabei allerdings traditionell nur unter Zuhilfenahme biotechnischer Verfahren hergestellt, denen eine natürliche Fermentation gemeinsam zugrunde liegt.
Als Grundlage hierfür können alkoholhaltige Flüssigkeiten, beispielsweise Wein, Apfelmost, Bier, Reiswein, Malzsud oder zuckerhaltige Flüssigkeiten wie Traubensaft beispielsweise für den Aceto balsamico di Modena dienen. Überwiegend jedoch wird Essig aus verdünntem reinem destilliertem Alkohol (Agraralkohol) oder aus Verarbeitungswein in Form des sogenannten „White vinegar“ hergestellt. Aus destilliertem Alkohol gewonnener Essig wird Branntweinessig genannt.
Für die Herstellung von Malzessig wird zunächst eine Getreidemaische vorzugsweise aus gemälzter Gerste geschrotet und mit heißem Wasser vermischt. Durch enzymatische Prozesse bei diesem Maischen wird Amylose in Malzzucker Maltose und Traubenzucker (Glucose) umgewandelt. Dabei entstehen auch andere Zuckerarten. Über einen perforierten Boden wird die zuckerreiche Flüssigkeit abgetrennt und gesammelt. Dieser Malzextrakt wird ungehopft abgekühlt und mit Hefe (Saccharomyces cerevisiae) versetzt, die den Zucker zu Alkohol und Kohlendioxid vergärt. Die daraus entstehende Flüssigkeit bildet das Substrat für die Veressigung. Für die Qualität des Malzessigs ist das Verhältnis von vergärbaren Zuckern und unvergärbaren Zuckern ausschlaggebend. Die unvergärbaren Zucker bilden die für Malzessig typischen Aromakomponenten.
Der Vorgang wird oft als Essigsäure-„Gärung“ oder „Essig-Gärung“ bezeichnet, korrekt bezeichnet ist er jedoch eine Fermentation. Er ist eine teilweise „Veratmung“, da dabei Sauerstoff aus der Luft nötig ist, im Gegensatz zur alkoholischen Gärung. Daher kann Essig nicht in geschlossenen, ungelüfteten Behältern produziert werden. Für die Herstellung gibt es mehrere Verfahren.

### Orléans-Verfahren (Oberflächenverfahren)
Das Orléans-Verfahren ist die Bezeichnung für die offene Herstellungsweise, bei der die Ausgangsflüssigkeit mit Essigbakterien geimpft wird. Der Fermentationsvorgang wird in offenen Kesseln sich selbst überlassen. Die Produktion wird in warmen Räumen für eine beschleunigte Reaktion durchgeführt. Nach einiger Zeit bildet sich auf der Flüssigkeitsoberfläche eine Kahmhaut der alkoholverwertenden Bakterien, die sog. Essigmutter. So verwandelt sich das alkoholische Ausgangsprodukt langsam in das Oxidationsprodukt Essig. Ist der Alkohol vollständig in Essigsäure umgewandelt, wird der Essig unter der Haut vorsichtig abgelassen. Teilweise wird der Essig danach in Fässern gelagert, wodurch sich sein Aroma durch Reifungsprozesse nochmals verbessert. Dieses Verfahren ist zeitaufwändiger als das Schnellessigverfahren, birgt die Gefahr der „Fehlgärung“ und eignet sich nicht für große Mengen.
Dieses ursprüngliche Verfahren wurde vermutlich zufällig entdeckt, da Wein, der offen steht, früher oder später von selbst zu Essig werden kann. Die Ursache wurde erst im 19. Jahrhundert entdeckt, als Louis Pasteur den Beweis dafür erbrachte, dass kleine Lebewesen, die man mit bloßem Auge nicht erkennen kann, diesen Umwandlungsprozess vollziehen. In seiner 1868 veröffentlichten Arbeit Études sur le vinaigre schrieb er, die „Essigsäuregärung“ sei ein biologischer Prozess, der von bestimmten Bakterien, Acetobacter oder Gluconobacter genannt, durchgeführt wird. Diese „wilden“ überall vorhandenen Essigbakterien finden sich bei offener Lagerung meist selbst ein, auch die Essigfliege kann Überträger der Bakterien sein.

### Schnellessig- und Spanbildnerverfahren (Generatorverfahren)
Von den Personen, die versuchten, die Essigherstellung zu verbessern – also vor allem zu beschleunigen – ist Sebastian Karl Schüzenbach zu nennen. Er führte das Schnellessigverfahren ein: Da Essigbakterien aerob arbeiten, hilft ihnen ein schwimmendes Trägermaterial, in der Regel Holzspäne, aber auch Kunststoffkügelchen, auf denen sich die Bakterien ansiedeln und festheften. Da die Essigmutter auf dem Trägermaterial „gefesselt“ wird, nennt man das Verfahren auch Fesselverfahren. Die Späne vergrößern die Oberfläche an der sich die Essigbakterien ansiedeln können, und die größere Menge an Bakterien beschleunigt die Umwandlung.
Bei dem Rundpump- oder Umwälzverfahren werden die Späne in einem zylindrischen Behälter (Essiggenerator oder Großraumbildner), dem sogenannten Spanbildner, beständig mit der Ausgangsflüssigkeit (Maische) überrieselt. Von unten wird die von den Bakterien benötigte Frischluft eingeblasen. Dieses Verfahren eignet sich zur großtechnischen Herstellung, die Fermentation kann innerhalb weniger Tage bis Wochen abgeschlossen werden. Nachteil ist der hohe Aufwand, da Temperatur und Belüftung ständig reguliert werden müssen. Bei zu starkem Lufteintrag kann es zu Aromaauswaschungen kommen.
Ein neues Fesselverfahren ersetzt die Späne durch Keramikscherben. Das verbilligt die Produktion, da die Keramik praktisch unbegrenzt verwendbar ist.

### Submersverfahren (Acetatorverfahren)

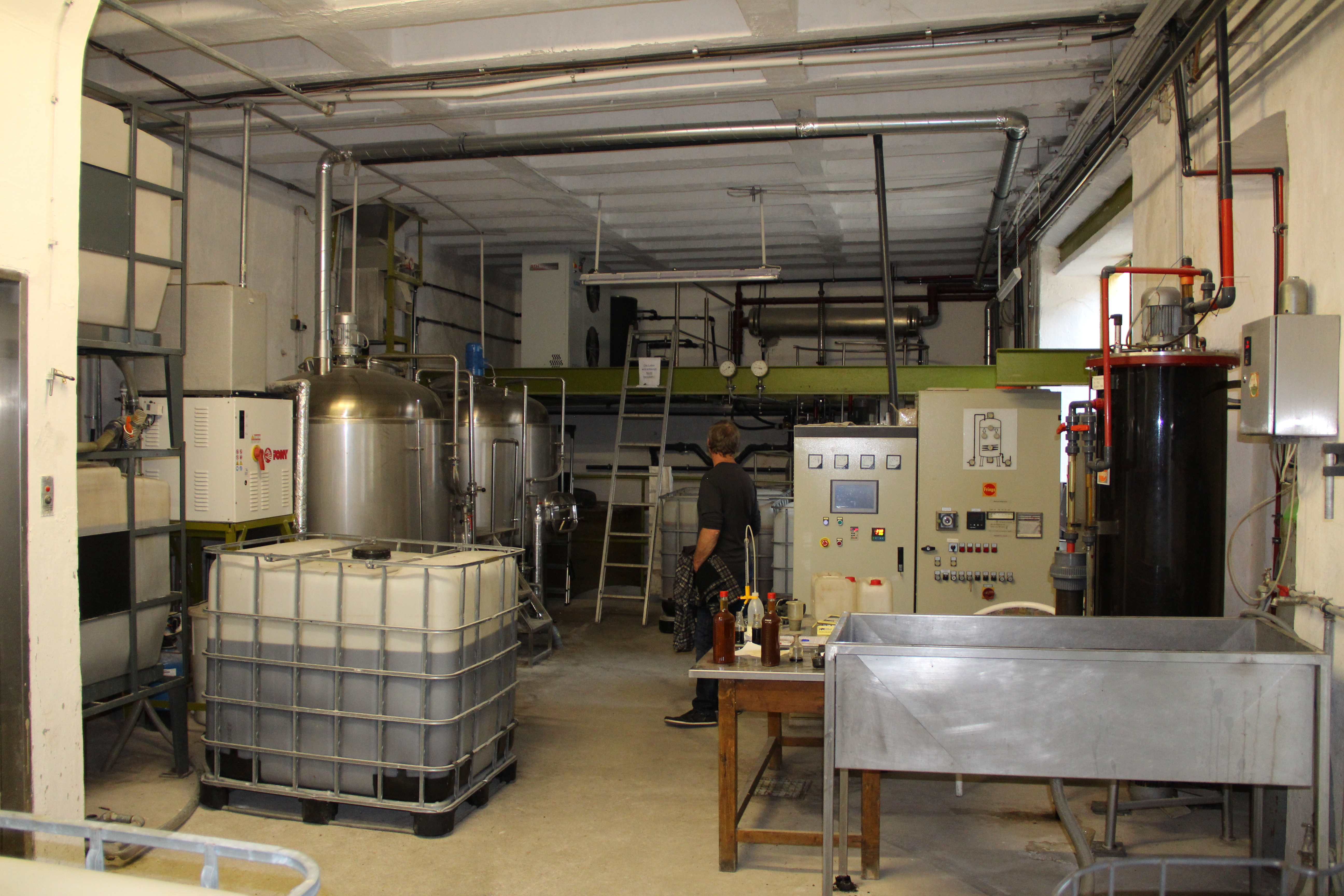
Ganz rechts ein vollautomatisierter Fermenter der Firma Heinrich Frings.

Submersverfahren, wie jenes von Otto Hromatka, arbeiten ohne Trägermaterial, die Bakterien sind direkt in der Flüssigkeit suspendiert (sozusagen untergetaucht, daher der Name des Verfahrens). Die Produktion dauert je nach Technik im Venturi-Verfahren zwei bis drei Tage oder in Turbinenanlagen 24 Stunden. Turbinenanlagen bringen bei der industriellen Alkoholessiggewinnung die besten Ergebnisse, Venturiverfahren erhalten die Farbe und den Fruchtcharakter besser. Durch die kurze Produktionszeit ist eine hohe Wirtschaftlichkeit gegeben, weshalb die meisten Essigproduzenten weltweit auf das Turbinenverfahren umstellen. Die Luftzufuhr wird gesteuert, da es durch zu starken Lufteintrag bei frühen Systemen zu Aromaauswaschungen gekommen ist. Bei Submersverfahren führt die Reinheit der verwendeten Essigkulturen zu sehr reintönigen Essigen, die bei Fesselverfahren durch die Vermischung mit anderen Bakterien nicht erreicht werden können.

### Soleraverfahren
Das Solera-System, auch Soleraverfahren genannt, ist eine klassische Vorgehensweise. Hierbei wird die Ausgangsessenz von Wein-Essig, welche beispielsweise nach dem Orléans-Verfahren hergestellt wurde, weiter veredelt, indem man in sogenannten Criaderas (übereinanderliegenden Fassreihen) jeweils den schon gealterten Jungessig mit einem bestimmten Prozentsatz von frischem Traubenmost der neuen Ernte ansetzt. Dieses Verfahren funktioniert in der Regel so, dass nur in der obersten Fassreihe die Menge frisch zugesetzt wird, welche vorher für die nächstuntere Reihe entnommen worden ist. Dieses System setzt sich kontinuierlich bis in die unterste Fassreihe fort, wobei nur in der obersten Reihe zur Impfung frische Flüssigkeit zugesetzt wird. In die Fässer darunter kommt jeweils die schon teilgealterte Essenz. In den Fässern der untersten Reihe befindet sich immer das fertige Produkt. Natürlich ist es im Zuge der Vergrößerung oder Erneuerung von solchen Fasslagern nicht immer möglich, das Verfahren nach dem klassischen System beizubehalten, weshalb man die Essenzen öfter umpumpt oder die Fassreihen der ersten Jahrgänge gegenüber denen der Folgejahrgänge platziert.

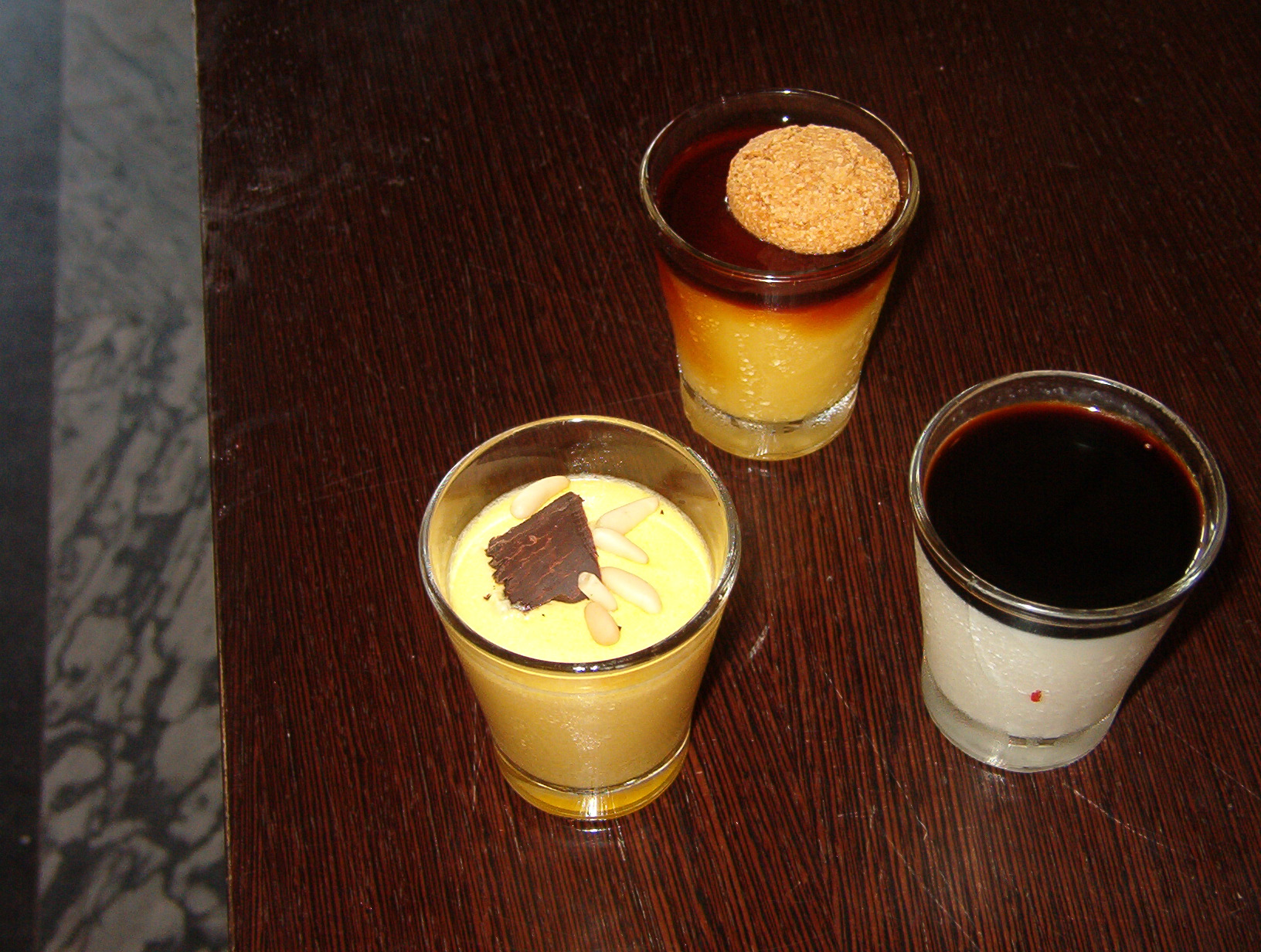
Drei Desserts aus der Emilia-Romagna mit „Balsamico tradizionale“: Zabaione, Latte alla portoghese und Panna cotta.

## Verwendung
Die Anwendungsbereiche von Essig sind sehr vielfältig. Unter anderem wird er eingesetzt als
- Würzmittel, überwiegend für Salate und in Essig eingelegtes Gemüse und Obst, Mixed Pickles,
- wichtige Zutat bei der Herstellung von Tafelsenf,
- Aperitif oder Digestif pur,
- mit Wasser oder Säften verdünntes Erfrischungsgetränk, die alten Römer nannten es Posca,
- Konservierungsmittel,
- Desinfektionsmittel,[16]
- Naturheilmittel (Apfelessig)
- Kosmetikum, (VINEGAR (INCI)[17]) Vinaigre de Toilette, in der Parfümerie wurden Rosenessig, Orangenblütenessig und andere blumige Duftessige angesetzt, aufgrund seiner natürlichen desinfizierenden Eigenschaften wurden sie zur Pflege von Gesichts- und Kopfhaut verwendet.
- Reinigungsmittel, zur Entfernung von Urinstein und Kalkablagerungen

Einfache Essigsorten und handelsübliche Essigkonzentrate (Essigessenz) eignen sich neben der Zubereitung von Speisen gut zur Entkalkung von Kochtöpfen und elektrischen Schnellkochern. Durch Erwärmung bis zum Kochen wird die Wirkung beschleunigt.

## Film
- Gib ihm Saures – In der Welt der Essige. Dokumentarfilm, Deutschland, 2011, 29 Min., Buch und Regie: Gerd Ries, Produktion: SWR, Reihe: Essgeschichten, Erstsendung: 24. August 2011 bei arte, Inhaltsangabe von SWR.